# Cal Freixedas
Cal Freixedas, abans coneguda amb el nom de Casa Font Rodona, és un edifici a la zona d'eixample formada als costats de la carretera de Sant Martí Sarroca, BV-2121, inaugurada el 1881. És una zona interessant pel que fa a l'arquitectura eclèctica i modernista.
L'edifici que fa ús del llenguatge modernista, és al carrer de Clascar i fa cantonada amb els carrers de Sant Julià i d'Oriol de Vilafranca del Penedès. És una casa entre mitgeres amb jardí posterior. Ocupa el final d'una illa. Consta de planta baixa i pis, amb coberta de teula àrab a dues vessants. L'element més destacable de la façana és la gran balconada d'arc rebaixat amb vidriera. També presenten interès els aplacats de ceràmica, les decoracions en pedra de les portes dels balcons, el treball de forja a les baranes dels balcons, etc. A l'arxiu de l'Ajuntament de Vilafranca del Penedès es conserva el projecte de reforma de la balconada esquerra, datat el 1903 i signat per l'arquitecte Antoni Serrallach.
El saló és un dels espais interiors més interessants del modernisme vilafranquí; és de grans dimensions (150 m2) i està decorat amb pilastres, un rosetó central que emmarca un gran llum, i guixeries de relleus florals amb bustos femenins a les cantonades. La galeria va seguida amb arqueria de mig punt i està decorada amb vitralls.
A la sala de plens s'hi exposa permanentment el fons d'art del Consell, que està format per les peces següents: el tapís Norma, de Ricard Clausells; el quadre Bosc, de Joan Bosch; un conjunt de quatre quadres de Joan Descals, titulats Exili, Caiguda, Collita i Himne d'Hivern i inspirats en el recull poètic El Vendaval de Pere Gimferrer, i, finalment, l'escultura Desesperació i Esperança (Catalunya), de Josep Ricart.
L'any 1992, quan el Consell Comarcal de l'Alt Penedès va adquirir Can Freixedas, l'edifici amenaçava ruïna i es feia difícil la seva rehabilitació i restauració per part de particulars. El Consell Comarcal va començar aquell mateix any les obres de rehabilitació –que no es van aturar fins al desembre de 2002- i hi va traslladar la seva seu a la primeria del mes de gener de 1993.
L'obra de rehabilitació més important ha estat el canvi progressiu de tots els forjats de l'edifici (biques, terres i sostres). També es va refer la teulada i es van substituir els voladissos de la façana principal. Es van obrir diversos lluernaris per fer arribar la llum a les diferents dependències i es va construir una escala principal que dona accés a totes les plantes. També va caler arreglar els arcs, les fusteries i les guixeries del saló lateral (sala de plens) i la galeria posterior.
A més de ser seu del Consell Comarcal de l'Alt Penedès, Can Freixedas acull també la seu del Consorci de Promoció Turística de l'Alt Penedès i l'Oficina del Departament d'Acció Social i Ciutadania de la Generalitat de Catalunya, que estan situats als baixos de l'edifici.